# Hans-Ulrich Kauderer

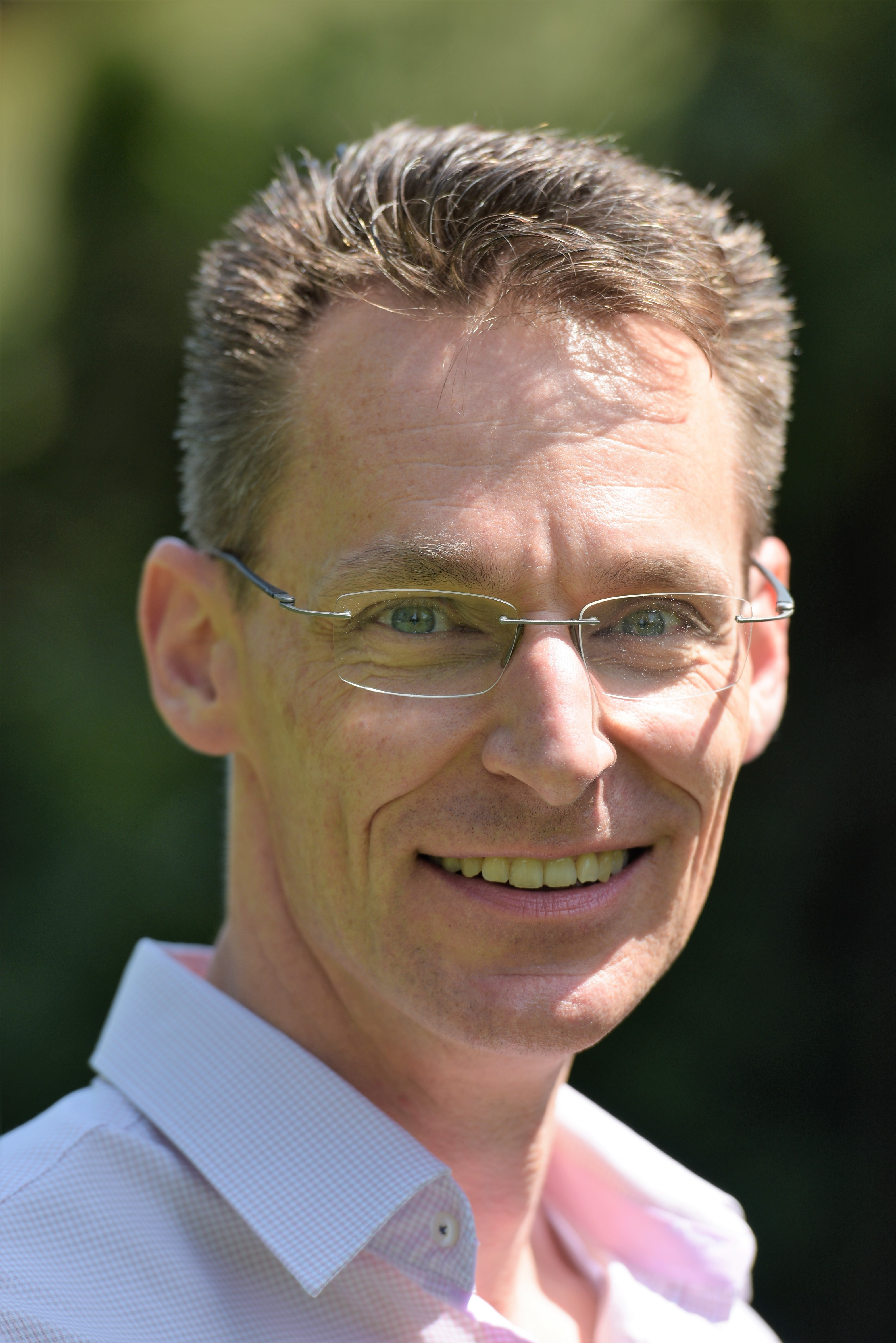
Hans-Ulrich Kauderer (2018)

Hans-Ulrich Kauderer (* 14. September 1966 in Esslingen am Neckar) ist ein deutscher in schwäbischer Mundart schreibender Autor und Kabarettist. Er tritt unter dem Pseudonym Hannes von Boll auf.

## Leben und Tätigkeiten
Kauderer wuchs in Esslingen am Neckar auf. Nach dem Abitur am John-F.-Kennedy-Wirtschaftsgymnasium in Esslingen absolvierte er seinen Zivildienst in einem Altenpflegeheim in Stuttgart-Münster. Anschließend machte er eine Banklehre und studierte Wirtschaftswissenschaften an den Universitäten Hohenheim und Amsterdam. 2002 wechselte er in die Hotellerie und übernahm als geschäftsführender Gesellschafter das Badhotel Stauferland in Bad Boll. Kauderer promovierte 2025 an der Middlesex University London über Erfolgsfaktoren und Erfolgsmessung von Branchenverbänden am Beispiel des DEHOGA Baden-Württemberg.  Er lebt in Stuttgart und hat zwei Töchter.

### Ehrenamt und persönliche Interessen
Kauderer ist seit 2002 ehrenamtlich im DEHOGA Baden-Württemberg tätig, seit 2013 als Schatzmeister des Landesverbands und des Fördervereins. Auf Bundesebene gehört er dem großen Vorstand des DEHOGA Bundesverbands an und leitet den Bundesausschuss für Arbeitsmarkt und Tarifpolitik. Seit 2018 ist er Vorstandsmitglied der Hotel- und Gastronomie-Kauf eG (HGK) in Hannover. Kauderer absolvierte die Ausbildung zum Prädikanten und hält seit 2018 Gottesdienste in württembergischen Gemeinden, teilweise in schwäbischer Mundart. Er erlernte bereits im Kindesalter das Klavierspielen und spielt neben seiner beruflichen Tätigkeit Keyboard in der Deutschrockband „Hannes“, die eigene Lieder mit deutschen und schwäbischen Texten präsentiert.

### Mundartautor und -kabarettist
Seit 2011 tritt Kauderer unter dem Pseudonym Hannes von Boll in schwäbischer Mundart auf. Er begleitet sich selbst bei seinen selbst getexteten und komponierten Liedern am Klavier. Zunächst trat er im Duett mit Martha Schwämmle (Barbara Mast) auf, später mit Hilde (Elke Ott). Seit 2013 ist er mit Soloprogrammen in Baden-Württemberg unterwegs und spendet seine Gagen für wohltätige Zwecke, unter anderem für das Projekt Herzenswünsche.
2014 und 2016 wurde er beim Mundartdichter-Wettbewerb in Stuttgart-Zuffenhausen ausgezeichnet, 2016 hatte er einen Auftritt beim Göppinger Lokalsender Radio fips.

## CDs und Bücher
- 2012: Musik-CD: Aus‘em Leba, eigene Lieder und Texte in schwäbischer Mundart. Manuela Kinzel Verlag, Göppingen
- 2013: Gedichtband: Aus’em Leba, in schwäbischer Mundart. Manuela Kinzel Verlag, Göppingen
- 2014: Satirische Kurzgeschichten: Mei Freind Hannes ond i in schwäbischer Mundart. Manuela Kinzel Verlag, Göppingen; 2015 auch als Hörbuch erschienen.[14]